# Bandera de la Samoa Nord-americana
La bandera oficial de la Samoa Nord-americana consisteix en un triangle blanc amb vores vermelles que apunta cap al pal, carregat amb una àguila calba que subjecta una maça de guerra i un espanta-mosques, amb triangles superior i inferior de color blau fosc. Adoptada l'abril de 1960 per reemplaçar la "barres i estrelles" com a bandera oficial del territori, ha estat la bandera del Territori de Samoa Americana des d'aquell any. Els colors utilitzats representen els colors tradicionals dels Estats Units i de Samoa.
L'àguila calba i els colors blau, blanc i vermell simbolitzen els llaços del territori amb els Estats Units. L'àguila sosté un bastó i una maça de guerra, dos símbols tradicionals dels caps samoans
Segons el dissenyador de la bandera, Uinifareti Rapi Sotoa, la secció blanca representa el Districte de Manuʻa. Les dues parts blaves representen els dos districtes de l'illa de Tutuila: el Districte Oriental i el Districte Occidental. El vermell del mig és un símbol de l'oceà entre l'illa de Tutuila i les Illes Manu'a. L'àguila és una confirmació de la unitat entre els Estats Units i la Samoa Americana. El fue i l'uatogi que porta l'àguila representen la capacitat dels samoans per comprometre's, però també que es poden defensar quan sigui necessari.

## Història

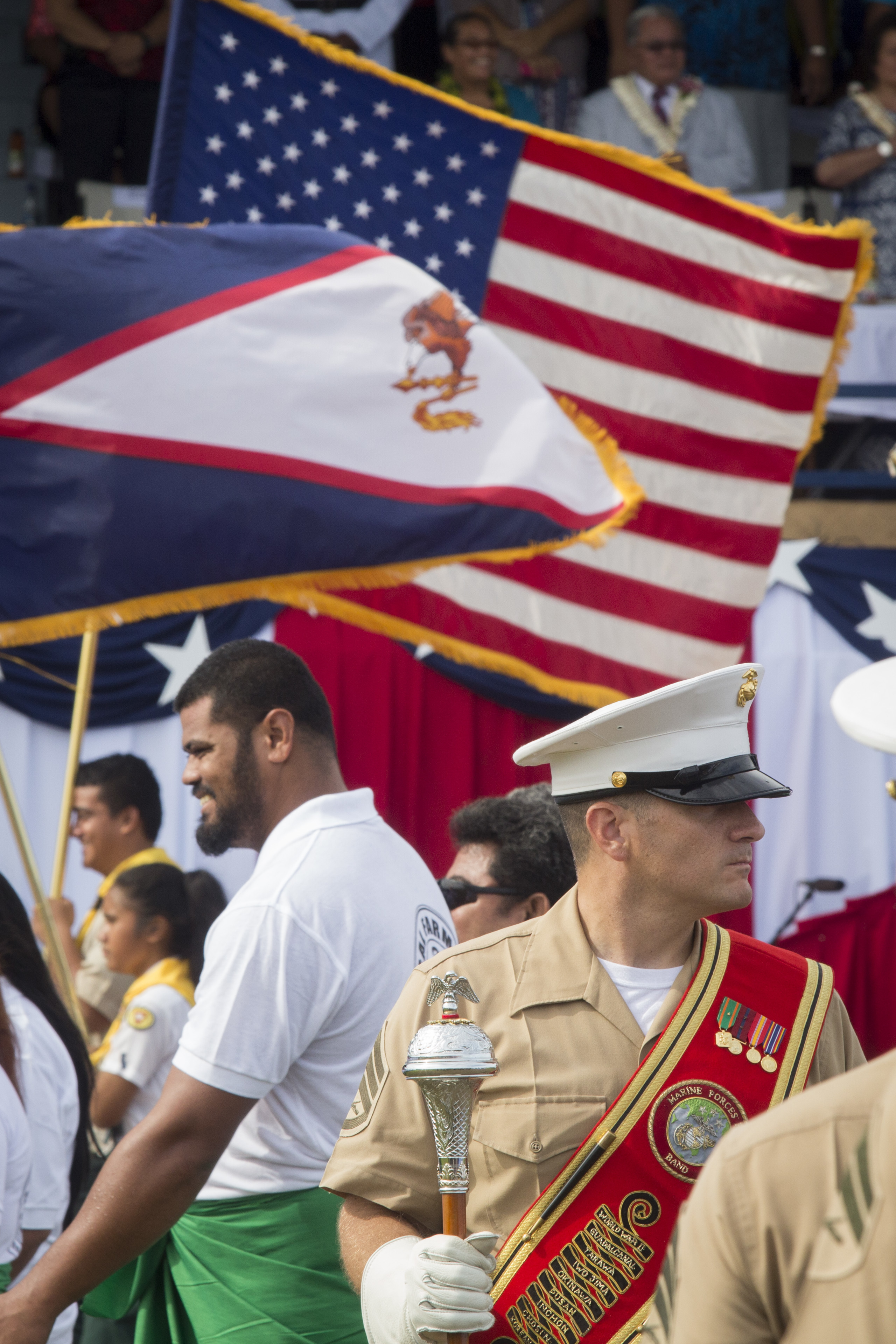
Bandera de Samoa Americana en una actuació de la banda de les Forces del Cos de Marines dels Estats Units, Pacífic.

Abans que els primers europeus posessin peu a les illes al segle XVIII, Samoa no utilitzava cap bandera. Van utilitzar banderes per primera vegada durant el segle XIX, tot i que no queda clar quines es van fer onejar a causa de la documentació parcial Les illes van ser disputades per l'Imperi Alemany, el Regne Unit de la Gran Bretanya i Irlanda i els Estats Units a finals de segle; els tres països van resoldre la disputa dividint Samoa entre ells durant la Convenció Tripartita el 1899. Com a resultat d'un acord amb els grans caps de l'illa de Tutuila, els Estats Units van prendre el control de la Samoa més oriental el 17 d'abril de 1900, i van hissar la seva bandera aquell mateix dia. Va continuar sent l'única bandera oficial de Samoa Americana fins al 1960.
A mitjan segle xx, els samoans van començar a tenir un paper més actiu en el govern local. En conseqüència, van començar les deliberacions sobre una nova bandera territorial i es va convidar els samoans a proposar idees. Els líders del govern local i l'Institut d'Heràldica de l'Exèrcit dels Estats Units van dissenyar la bandera incorporant-hi aquestes idees. La bandera va ser adoptada oficialment el 17 d'abril de 1960, seixanta anys exactes després que els EUA hissés per primera vegada la bandera americana sobre Samoa.
La bandera es va hissar per primera vegada el 17 d'abril de 1960. L'any anterior, el disseny de la bandera havia guanyat el concurs de disseny de banderes a la Samoana High School, dissenyat per l'estudiant de secundària Fareti Sotoa. Es va enviar un esborrany a l'Institut d'Heràldica de l'Exèrcit dels EUA.
Una còpia de la bandera, que va ser portada a la Lluna per astronautes en quatre missions Apollo del 1969 al 1971, està exposada al Museu Jean P. Haydon a Pago Pago.
Samoa Americana celebra una commemoració del Dia de la Bandera el 17 d'abril de cada any.